# 배틀 로열 (프로레슬링)

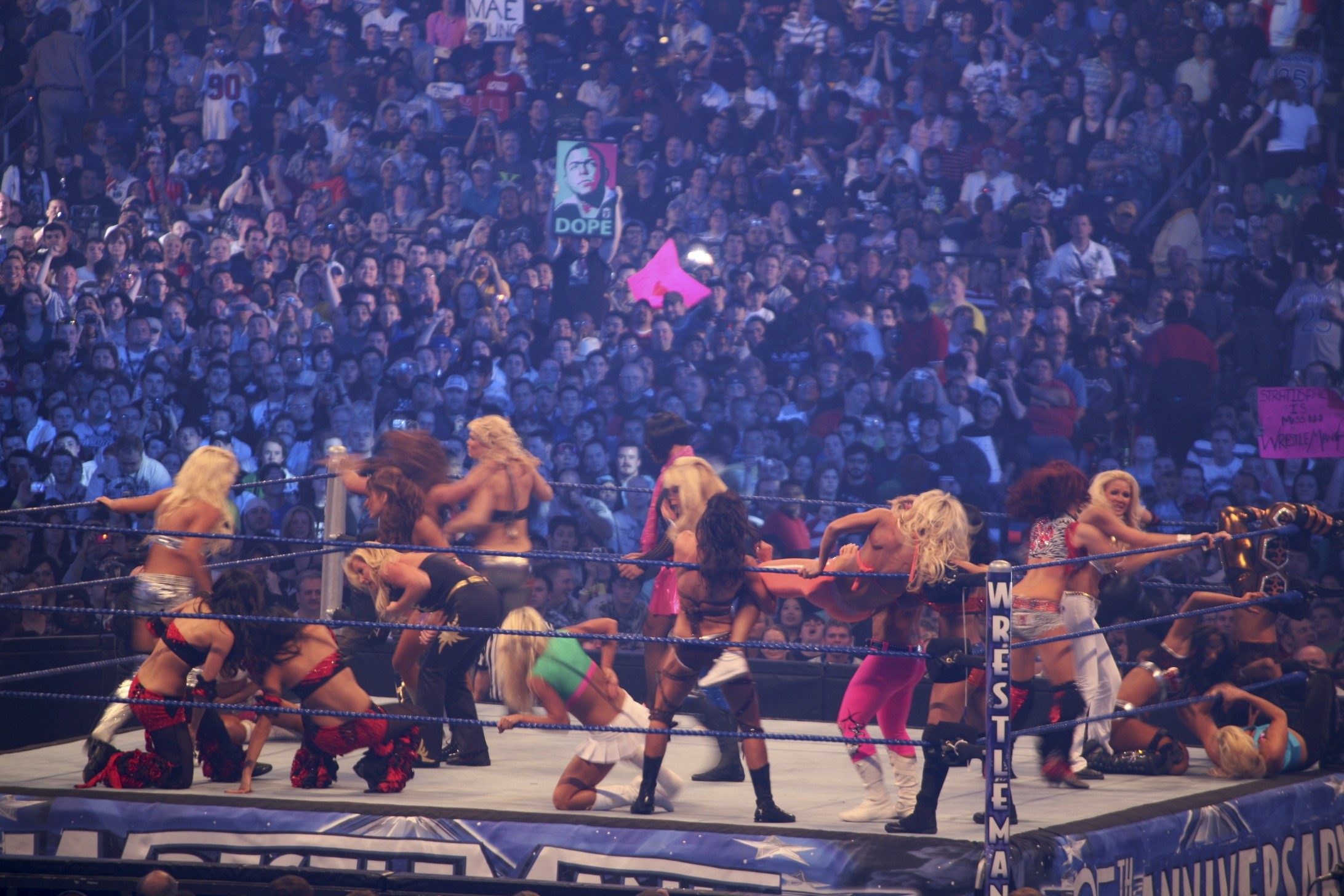
레슬마니아 25의 디바 배틀 로열 경기

배틀 로열(영어: battle royal)은 프로레슬링에서 볼 수 있는 경기 형식 중 하나이다. 개인 또는 팀이 동시에 경기하여, 실격이되지 않고 마지막까지 살아남은 개인 또는 팀을 승자로 인정한다.